# James Greenway

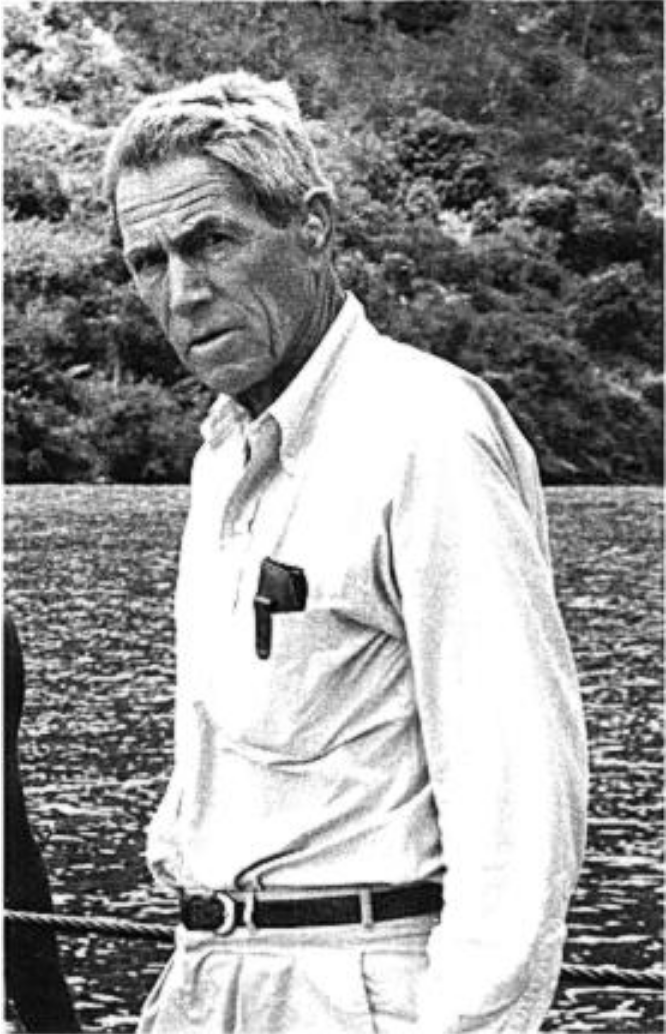
James Greenway em 1970.

James Cowan Greenway (Nova Iorque, 7 de abril de 1903 - 1989) foi um ornitólogo norte-americano. Um homem excêntrico, tímido e, por vezes, recluso, seu levantamento sobre aves extintas e ameaçadas forneceu posteriormente a base para muito do esforço para a conservação das aves. Seu principal livro é Extinct and Vanishing Birds of the World.
Em 1936, Thomas Barbour e Benjamin Shreve nomearam duas espécies de répteis em homenagem a Greenway: Leiocephalus greenwayi e Tropidophis greenwayi.